# VBTP-MR裝甲車
VBTP-MR裝甲車為義大利依维柯公司專為巴西設計的一種6x6輪裝甲車，預計取代EE-11裝甲車，也有8x8輪版本。配有雙碟煞車ABS和衛星定位系統，夜間作戰裝備。
21世紀後巴西军方希望开发一种18吨重的轮式车辆，由于考虑到巴西国内河流众多、海岸线复杂漫长，巴西军方的当初规划该车能胜任两栖作战任务，至少能搭载10名步兵，可加配侧翼浮筒以增大在河流水网密布地区的浮渡能力，可配多种武器系统。之后在2005年巴西军方在意识到新一代装甲车也必须具备快速部署能力，以适应军方越来越多的海外维和部署任务时，将VBTP-MR可由C-130運輸機装载的机动部署性能写进了技术指标。最终VBTP-MR样车在2009年亮相于里约热内卢国际航空防务展。
车辆动力采用依维柯Cursor 9涡轮增压柴油发动机，发动机额定功率285.6千瓦。根据协议，动力系统最终也将在巴西生产。车辆的传动系统采用7挡自动变速箱，双轴动力传动和完全独立的悬挂，使其在近水、濒水和山地等各种复杂地形都具有较好的行动性能。

## 車型
- VBCI 30mm機砲步兵戰車
- VBE / CP 指揮車
- VBE / Mort 81mm 或120mm迫擊砲車
- VBE / CDT 空中火力呼叫車
- VBE / CC 通信車
- VBE / Workshop 工程車
- VBE / Relief 戰場回收車
- VBTE / Ambulance 救護車

## 使用國
- 巴西

- 巴西陸軍：450+，2012年12月交付，2012年12月訂購86輛，預計總共訂購2044輛。
- 巴西海軍陸戰隊：24輛

- 阿根廷

- 阿根廷陸軍：14輛，部署在海地。

- 黎巴嫩

- 黎巴嫩陸軍：訂購10輛。

## 資料來源
1. ↑  Exército. . Revistaoperacional.com.br.   [2015-11-13].
2. ↑  Roberto Caiafa. . Tecnodefesa. 2015-11-05  [2015-11-13]. （原始内容存档于2015-10-03）.

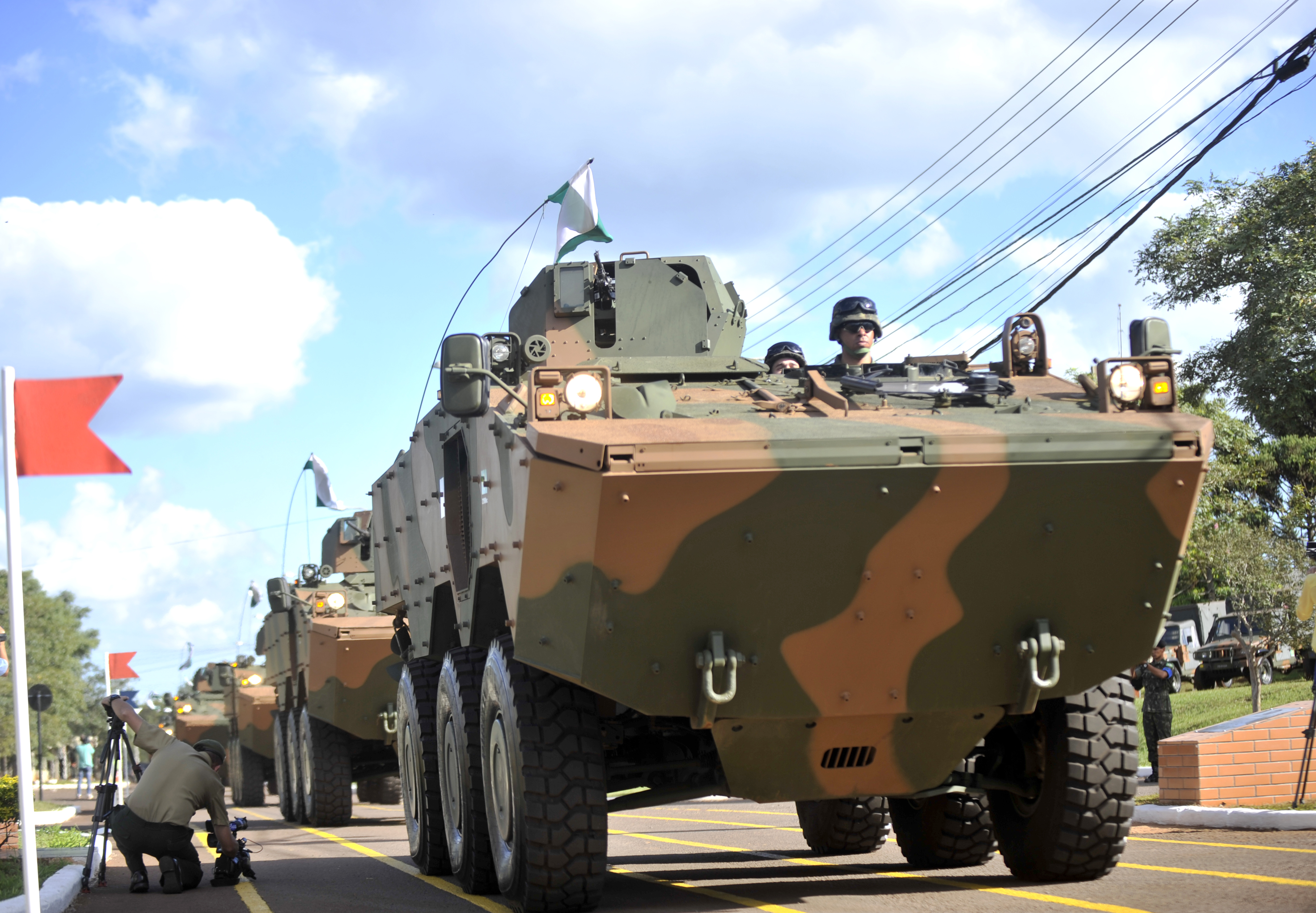

3. ↑  IVECO delivers first batch of VBTP-MR vehicles to the Brazilian Army （页面存档备份，存于） - Armyrecognition.com, December 16, 2012
4. ↑  Godoy, Roberto. . DefesaNet. 9 September 2012  [29 July 2016]. （原始内容存档于2016-08-14）.
5. ↑  Dylan Malyasov. . Defence blog.   [2015-11-13]. （原始内容存档于2015-04-28）.
6. ↑  .   [2017-06-23]. （原始内容存档于2017-07-12）.

## 外部連結
- Official website （页面存档备份，存于）
- VBTP-MR Technical Data Sheet and pictures（页面存档备份，存于）